# 丝粉藻科
丝粉藻科（学名：Cymodoceaceae）共有5属16种，都是生活在暖温带到热带海洋中的咸水生植物，在澳洲附近尤其繁盛。中国南方海域有3属几种分布。

## 分類
1981年的克朗奎斯特分类法将其列入茨藻目，1998年根据基因亲缘关系分类的APG 分类法认为应该归入泽泻目。

## 下级分类
本科包括以下属：
- 木枝藻属 Amphibolis C.Agardh，根枝草属（同 Pectinella J.M.Black）
- 丝粉藻属 Cymodocea K.Koenig
- 二药藻属 Halodule Endl.
- 齿叶丝粉藻属 Oceana Byng & Christenh., 2018
- 针叶藻属 Syringodium Kutz.（同 Phycoschoenus Asch. Nakai）
- 木秆藻属 Thalassodendron Hartog，全楔草属